# Cuauhtémoc (gemeente in Colima)
Cuauhtémoc is een gemeente in de Mexicaanse deelstaat Colima. De hoofdplaats van Cuauhtémoc is Cuauhtémoc. Cuauhtémoc heeft een oppervlakte van 373 km² en 25.576 inwoners (census 2005).
Armería · Colima · Comala · Coquimatlán · Cuauhtémoc · Ixtlahuacán · Manzanillo · Minatitlán · Tecomán · Villa de Álvarez